# Röd gökduva
Röd gökduva (Macropygia phasianella) är en fågel i familjen duvor inom ordningen duvfåglar.

## Utseende
Röd gökduva är en stor brun duva med lång stjärt. Adilta hanar har grön- och lilafärgad glands på huvud och hals. 

## Utbredning och systematik
Fågeln förekommer i kustnära östra Australien (Kap Yorkhalvön till östra Victoria). Den behandlas antingen som monotypisk eller delas in i tre underarter med följande utbredning:
- Macropygia phasianella quinkan – förekommer på Kap Yorkhalvön
- Macropygia phasianella robinsoni – förekommer i Queensland
- Macropygia phasianella phasianella – förekommer i östra och sydöstra Australien

## Levnadssätt
Röd gökduva är en vanlig fågel i regnskog. Den ses födosöka uppe i träden efter frukt och frön, men tillfälligtvis även promnerande på marken.

## Status
Arten har ett stort utbredningsområde och beståndet anses stabilt. Internationella naturvårdsunionen IUCN listar den därför som livskraftig (LC).